# ترومهیا
ترومهیا (به لاتین: Tromøya) یک جزیره در نروژ است که در آرندال واقع شده‌است. ترومهیا ۵٬۳۰۰ نفر جمعیت دارد و ۹۴ متر بالاتر از سطح دریا واقع شده‌است.

## نگارخانه

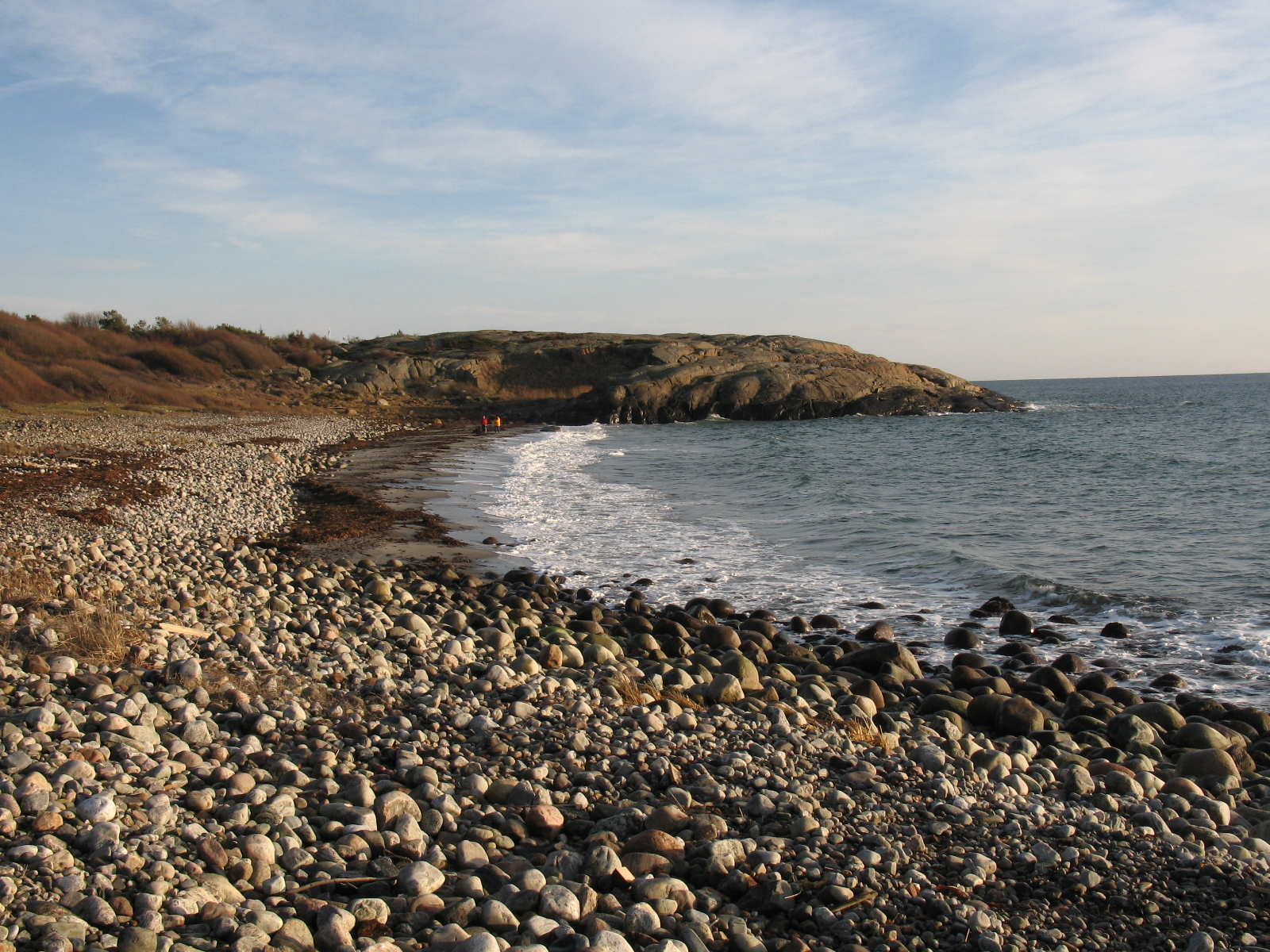
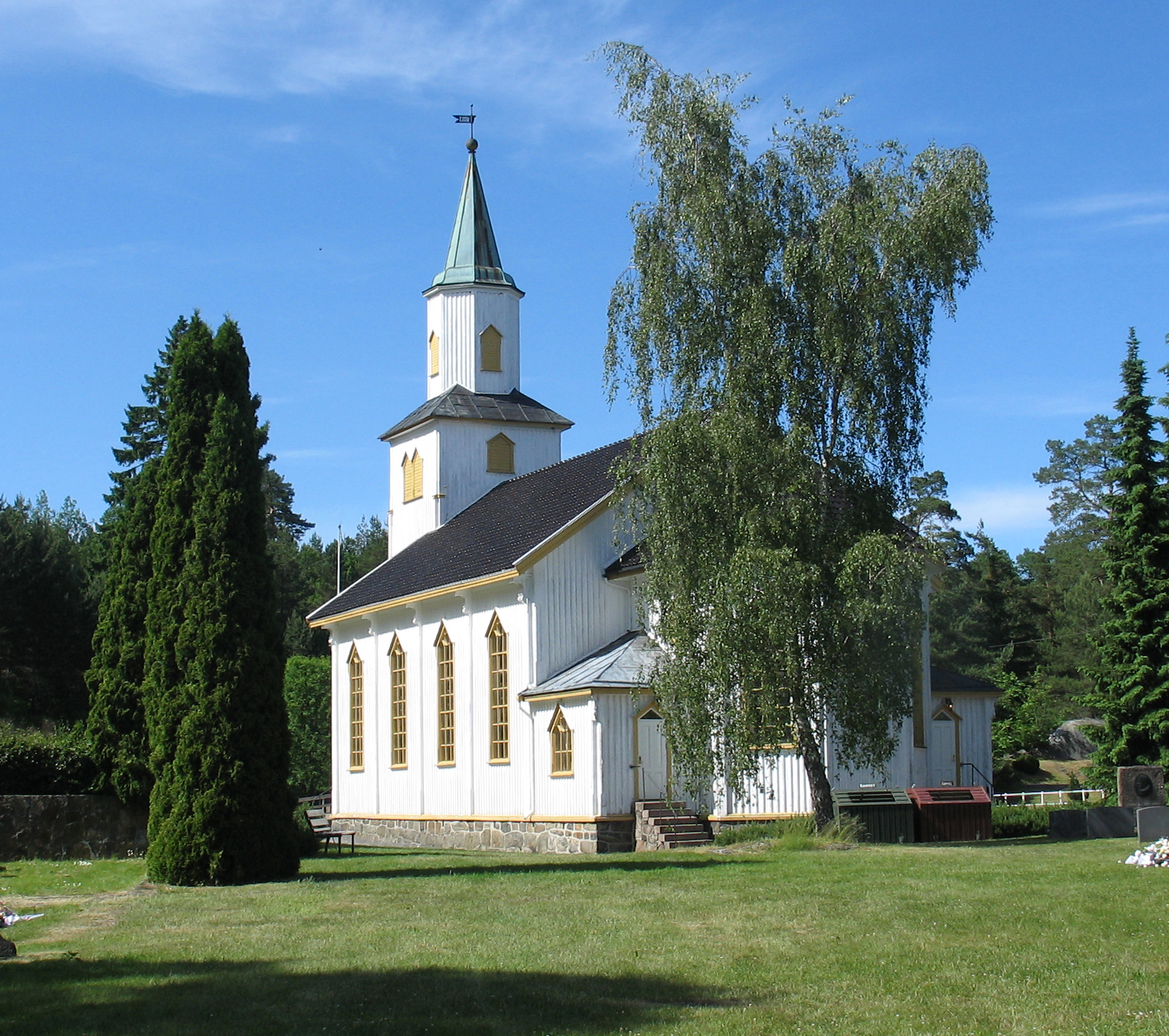
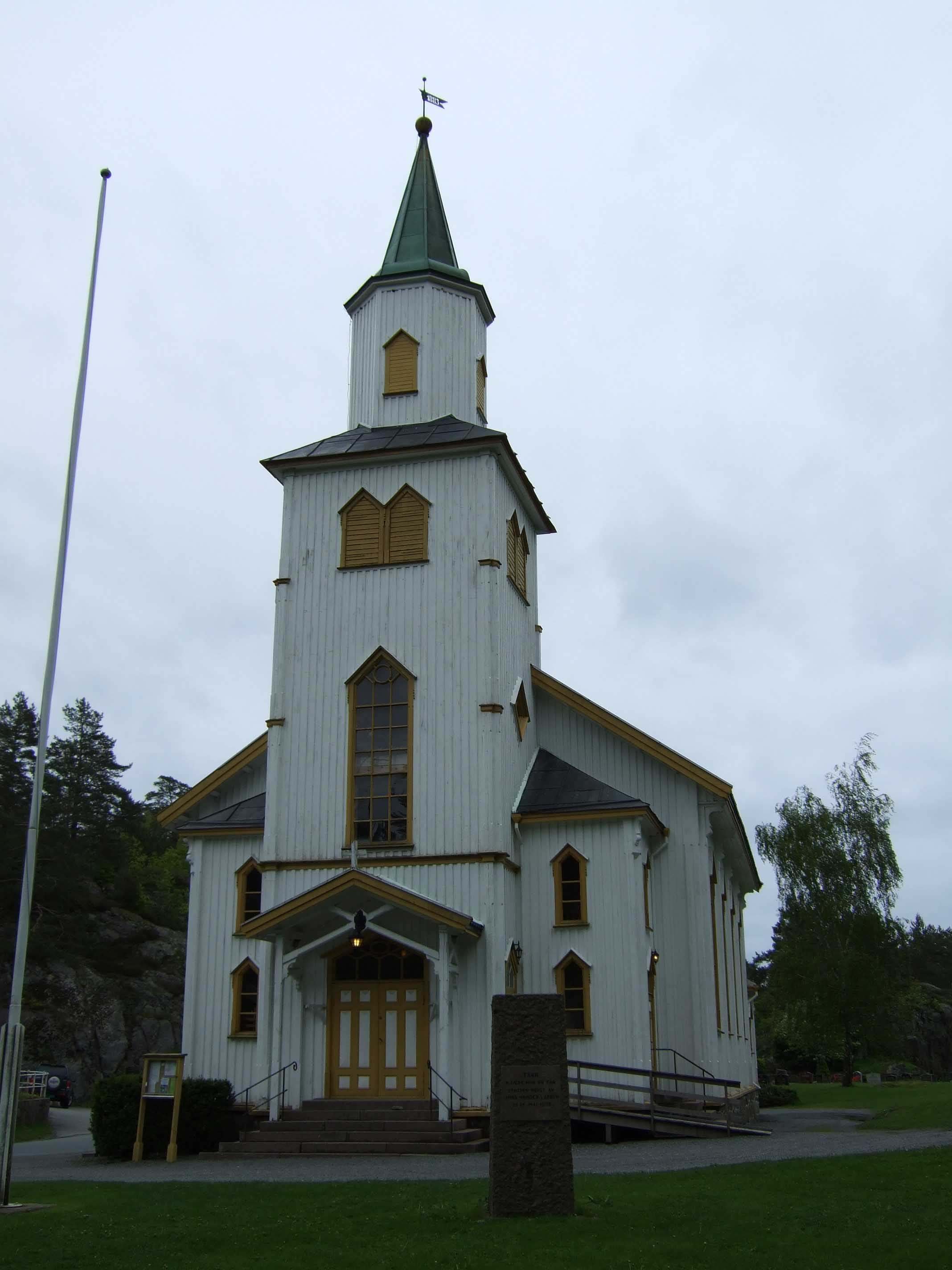
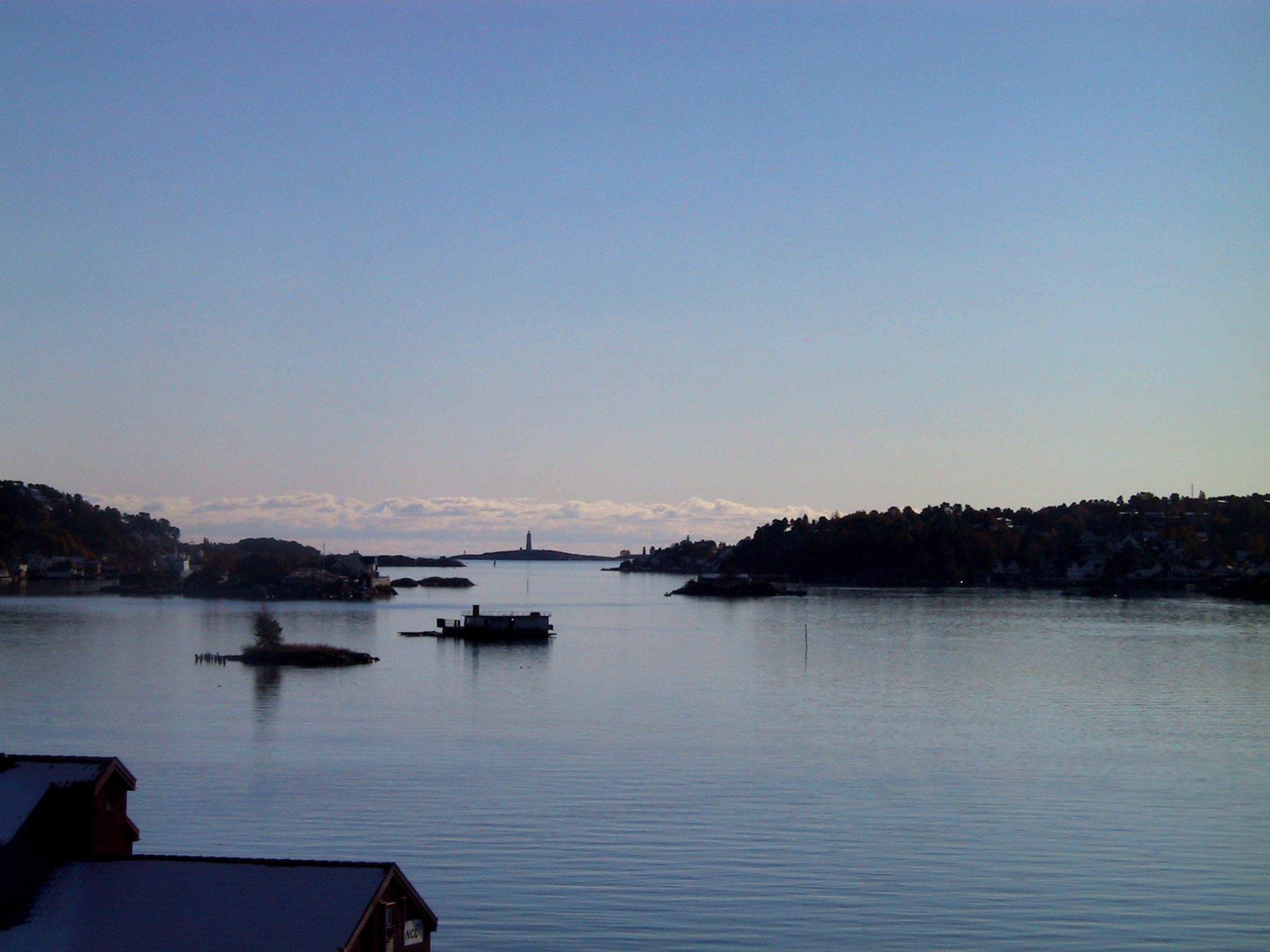
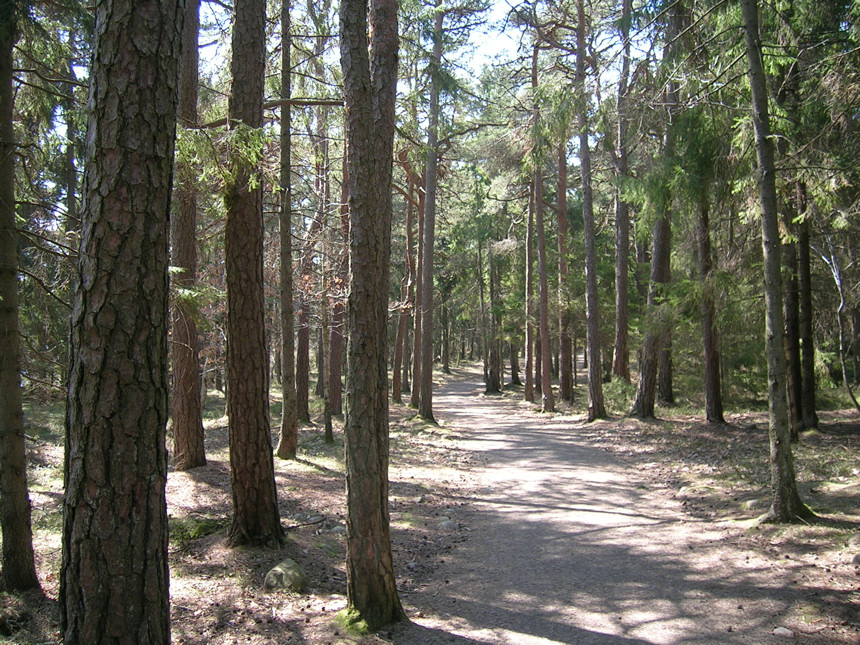
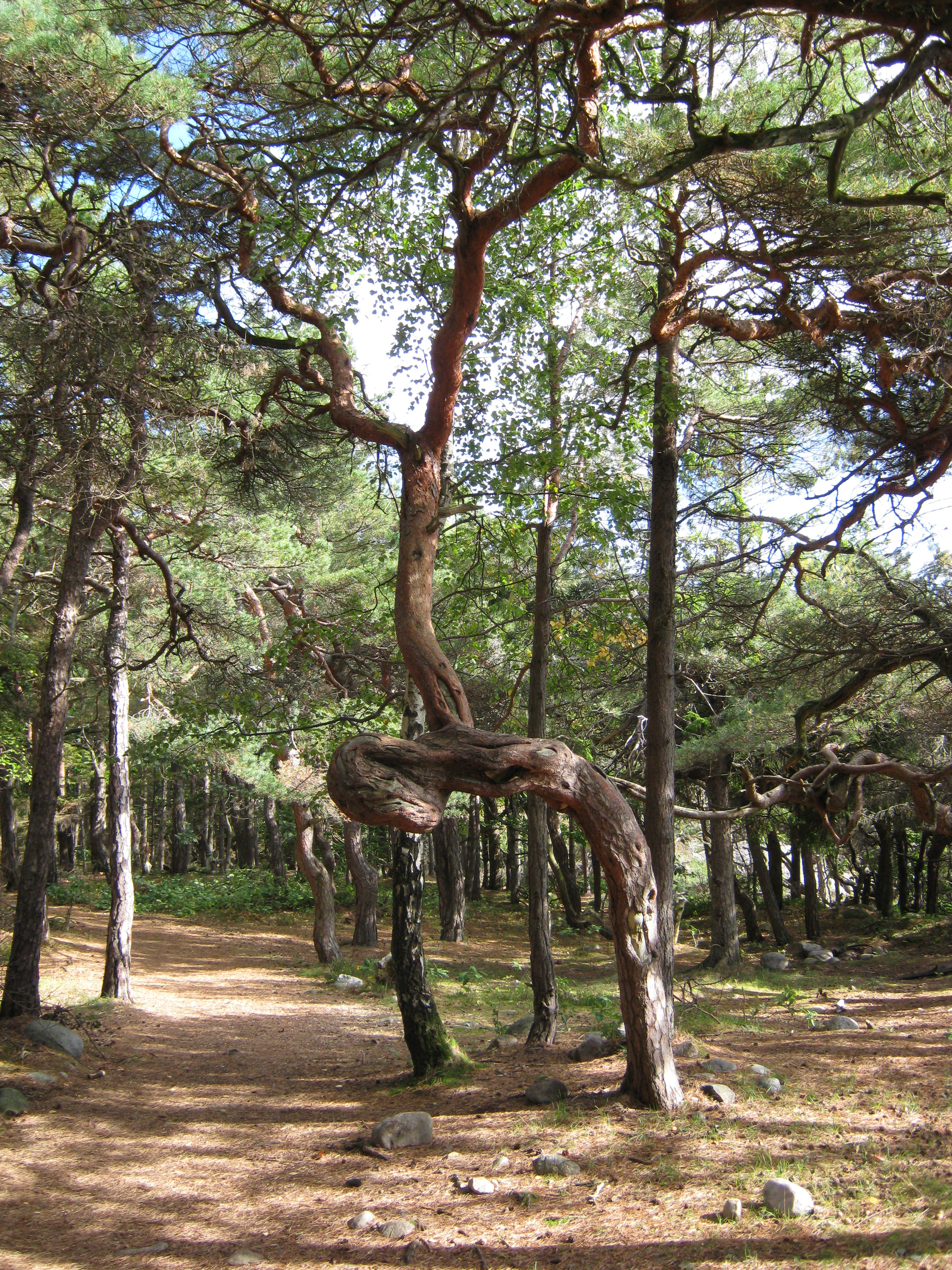
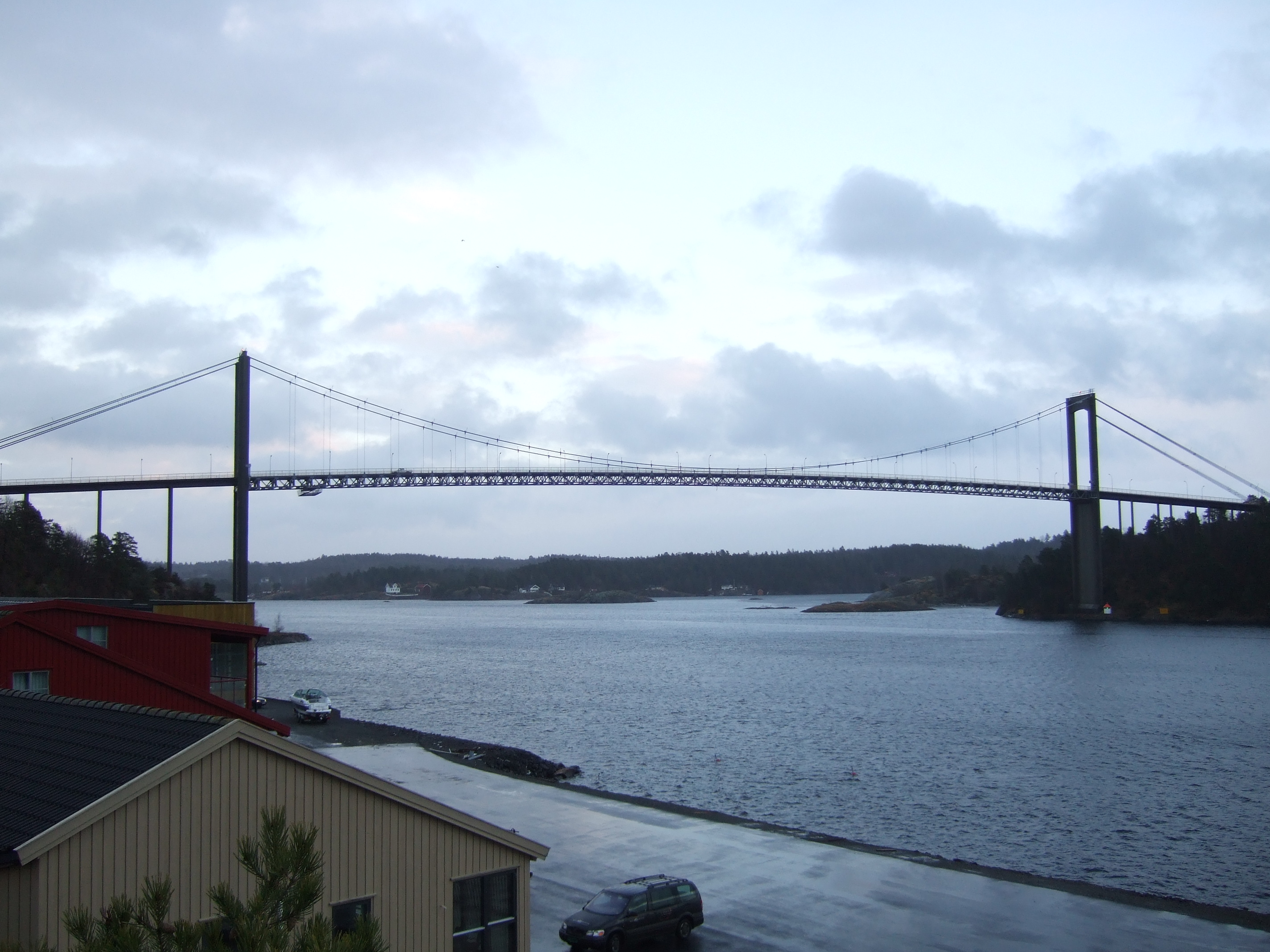
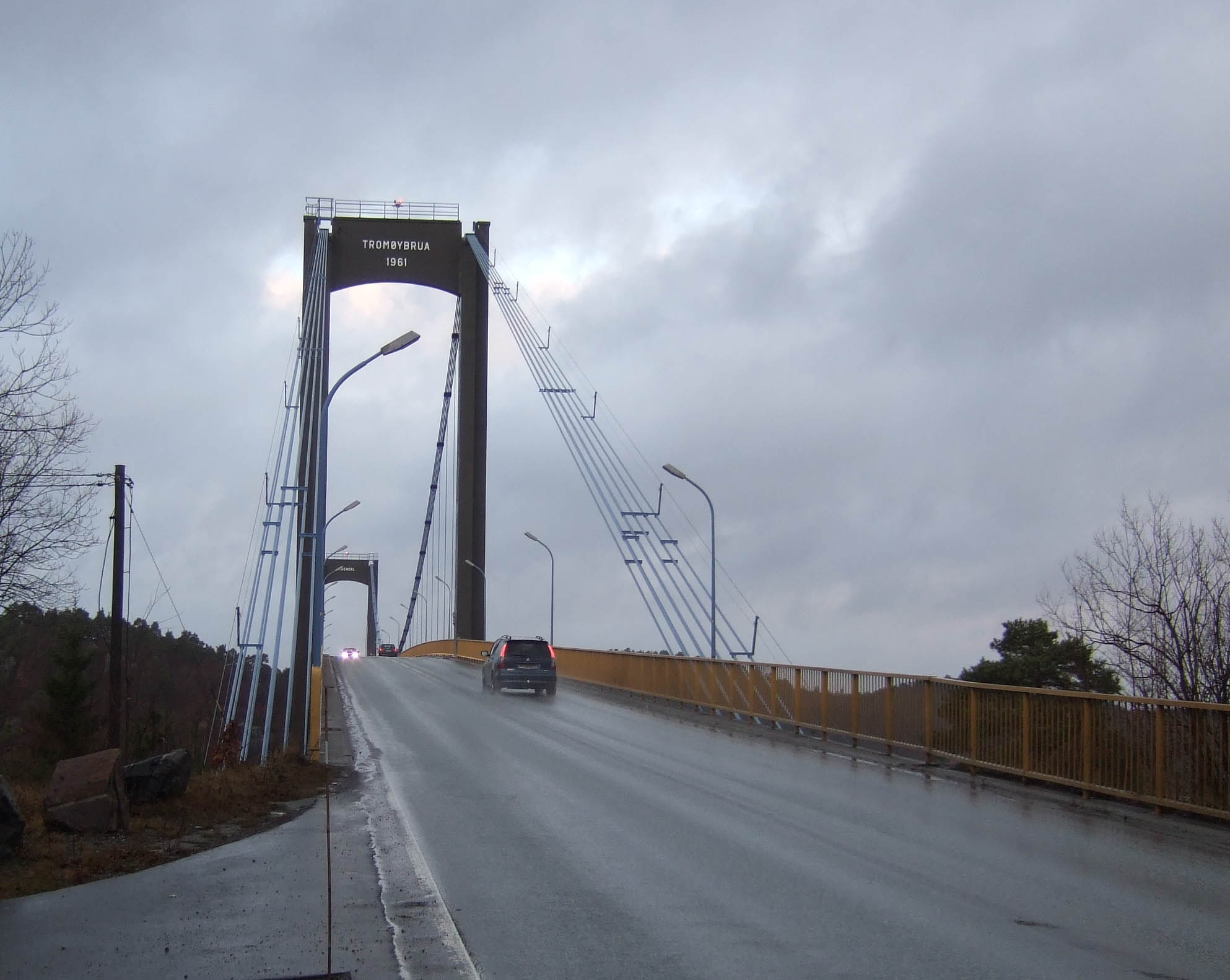